# Manuel Fal Conde

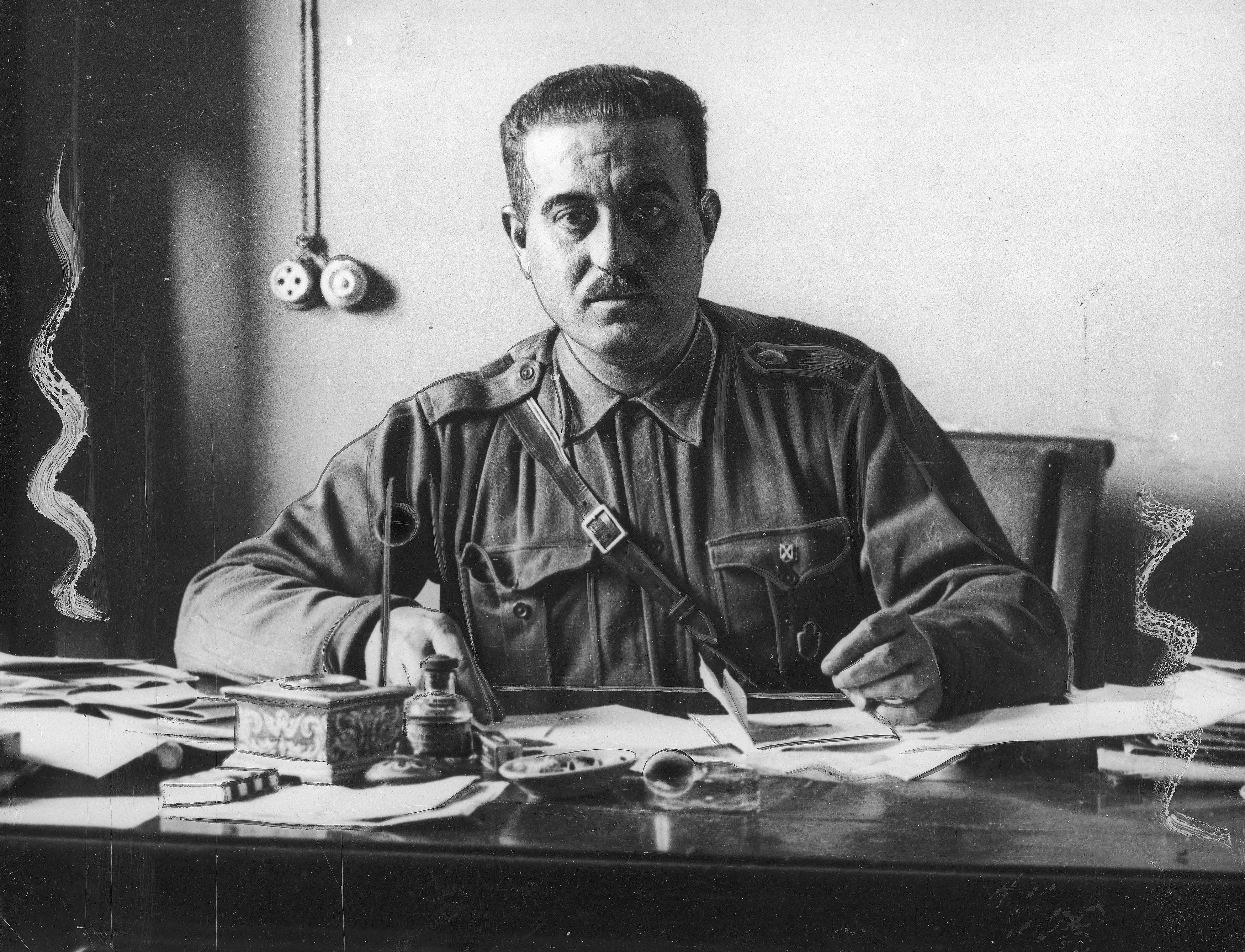
Manuel Fal Conde

Manuel Fal Conde (* 10. August 1894 in Higuera de la Sierra; † 20. Mai 1975 in Sevilla) war 1936 Anführer der Bewegung des Carlismus und in dieser Funktion maßgeblich am Sturz der Zweiten Spanischen Republik während des Spanischen Bürgerkriegs beteiligt.

## Leben
Fal Conde wurde 1894 in Higuera de la Sierra geboren. Fal Conde war bereits 1932 in das pronuniciamento des Generals José Sanjurjo Sacanell verwickelt, welches sich gegen die „kirchenfeindliche Diktatur Azañas“ bei unklaren Zielen im Erfolgsfall richtete. Hierfür wanderte Fal Conde ins Gefängnis, wo er mit dem Obersten José Enrique Varela einen erstklassigen Ausbilder für die in Navarra trainierte carlistische Miliz („Requetés“) gewinnen konnte und im Übrigen ohnehin alsbald wieder amnestiert wurde, weshalb er im April 1936 erneut mit Sanjurjo gegen die Zweite Republik konspirierte.
Kurz vor dem pronuniciamento, mit welchem der Spanische Bürgerkrieg begann, wurde Fal Conde von dem Anführer General Mola auf eine Beteiligung der Carlisten an der Erhebung angesprochen. Mit seinen Forderungen nach einer Erhebung unter monarchistischer Flagge und der Auflösung aller Parteien nach erfolgreicher Erhebung brachte Fal Conde beinahe den Zeitplan durcheinander. Er galt als Hardliner, der bezüglich der Durchsetzung der carlistischen politischen Vorstellungen kaum zu Kompromissen bereit war. Bis zum Beginn der Erhebung am 17. Juli 1936 um 17 Uhr in Spanisch-Marokko war das Einverständnis Fal Condes zum Losschlagen allerdings auf der Grundlage eines von Sanjurjo verfertigten Kompromisses eingeholt worden.
Fal Conde saß der traditionalistischen Bewegung allerdings nicht mehr lange vor. Am 8. Dezember 1936 gründeten die Carlisten eine „Königliche Militärakademie“ zur Ausbildung junger Offiziere, ohne Franco zu befragen. Franco war darüber ungehalten und gab zu wissen, dass er die Gründung der Militärakademie als Versuch zum Staatsstreich wertete. Schließlich forderte Franco Fal Conde, von dem er dachte, dass er der Urheber dieses Plans sei, auf, binnen 48 Stunden das Land zu verlassen. Fal Conde begab sich in die portugiesische Hauptstadt Lissabon. Franco soll später zu einem deutschen Gesandten gesagt haben, dass er Fal Conde am liebsten hätte erschießen lassen, wenn dies ohne Auswirkungen auf die Moral der carlistischen banderas an der Front geblieben wäre.
Unter seinem Nachfolger José Luis Zamanillo wurde 1937 die carlistische Bewegung mit der falangistischen Bewegung in der „Falange Española Tradicionalista y de las JONS“ zwangsvereinigt, der Staatspartei des sich dem Spanischen Bürgerkrieg anschließenden franquistischen Diktatur Francisco Francos. Während der Franco-Diktatur blieb er dem Regime distanziert. 1955 trat er als Vorsitzender des spanischen Carlismus zurück und gab die aktive Politik auf. Fal Conde starb am 20. Mai 1975 in Sevilla.